# Alcinoo (filosofo)
Alcinoo (in greco antico: Ἀλκίνοος?, Alkínoos; fl. II secolo) è stato un filosofo medioplatonico greco antico

## Biografia
Non sappiamo nulla della sua vita. Vissuto probabilmente nel II secolo, è autore dell'Epitome della dottrina di Platone (Ἐπιτομὴ τῶν Πλάτωνος δογμάτων), un compendio del medioplatonismo pensato come manuale per insegnanti. Veniva identificato da alcuni studiosi come il medioplatonico Albino. 
Nel 1879 lo studioso tedesco Jacob Freudenthal sostenne appunto l'identificazione del nostro con l'insegnante del medico Galenoː questa teoria rimase in gran parte incontrastata fino al 1974, quando John Whittaker fece riemergere il caso riaffermando l'autenticità di Alcinoo

## Opere
Alcinoo è, come detto, autore dell'opera comunemente detta Manuale del Platonismo (Ἐπιτομὴ τῶν Πλάτωνος δογμάτων), una delle poche opere pervenute dal medioplatonismo, periodo che va dal 90 a.C. al 250 d.C. circa.
Il libro (datato nella metà del II secolo) è costituito di 36 capitoli che trattano argomenti che vanno dalla logica alla fisica e all'etica. Si pensa che esso sia stato inteso come un manuale non per gli studenti del Platonismo, ma per gli insegnanti, anche perché scritto in modo esoterico, tipico del Corpus Aristotelicum e spesso si appropria di concetti popolari appartenente ad altre scuole filosofiche, in particolare la Scuola Peripatetica e Stoica, che potrebbero essere viste come essere state prefigurate nelle opere di Platone. Il suo sistema è inteso, in effetti, come una sintesi di Platone e Aristotele, con alcuni elementi presi in prestito dall'Oriente e che forse derivano da uno studio di Pitagora, in concomitanza con la ripresa del Neopitagorismo.
Alcinoo ritiene che il mondo e la sua anima vivificatrice siano eterniː quest'anima dell'universo non è creata da Dio, ma, per usare l'immagine di Alcinoo, si sveglia da lui come da un sonno profondo, e si volta verso se stessa, per "fare attenzione alle cose intellettuali e ricevere forme e idee da una mente divina". 
La "Teoria delle forme" procede immediatamente dalla mente di Dio, ed è il più alto oggetto del nostro intelletto, la forma della materia, i caratteri delle cose sensibili, con un vero e proprio essere in se stessi. Egli, dunque, si differenzia dai Platonici precedenti nel circoscrivere le idee in leggi generali, in quanto gli sembra una nozione indegna che Dio avesse potuto concepire un'"idea" di cose artificiali o innaturali, o di individui o particolari, o di qualsiasi cosa relativa. Per armonizzare le opinioni di Platone e di Aristotele sulle "idee", egli le distingue da "eidos", forme delle cose, ammettendo l'impossibilità della separazione: una visione che sembra necessariamente connessa alla dottrina della eternità e di auto-esistenza della materia. 
Dio, la prima fonte delle "idee" (perciò detto anche Dio iperuranio), potrebbe non essere conosciuto come egli è: ma è una nozione debole di lui che si ottiene da negazioni e analogie, in quanto la sua natura è anche oltre il nostro potere di espressione o di concezione. 
Dio risulta il primo gradino di una successione di esseri intermedi tra Dio e l'uomoː infatti, sotto di lui ci sono una serie di esseri (Demoni) che sovrintendono alla produzione di tutti gli esseri viventi e mantengono i rapporti con gli uomini, la cui anima passa attraverso varie trasmigrazioni, collegandola, così, con le classi inferiori di esseri, fino a quando non è finalmente purificata e resa gradita a Dio.